# 제44공병건설단
제44공병단(44th Engineer Group)은 미국 육군 공병대의 단이었다.

## 역사

### 제2차 세계 대전
1944년 9월 11일, 부대는 제1067공병건설단로서 루이지애나주, 캠프 클레어본에서 창설되었다. 보스턴 출항만를 통해 유럽에 전개하기전까지 매사추세츠주, 캠프 마이레스 스텐디시에서 1945년 1월 26일까지 머물렀고, 1945년 2월 6일에 출항하였다. 13일 간의 항해한 끝에 2월 19일에 프랑스에 도착하였고, 1945년 3월 6일에 벨기에로 건너가, 3월 20일 독일 침공에 참가하였다. 유럽 전승일 이후 5월 2일부터 6월 5일까지 주독 미군으로서 근무하다가, 다운폴 작전에 대비하여 주둔지 건설임무를 내려져, 7월 9일에 프랑스를 통해 유럽을 떠났다. 그러나, 점령지에 상륙하기 전에 일본 제국은 항복하였고, 바다 위에서 종전을 맞이하였다. 부대 이틀 뒤의 8월 17일, 필리린 제도 마닐라에 도착하였고, 이후 오키나와로 옮겨갔다. 1950년 3월 15일에 일본에서 해산하였다.

### 냉전
미주리주, 포트 레오나드 우드에서 1951년 12월 17일부터 이듬해 1952년 9월 21일까지 주둔하였다. 이후,  한반도에서 재소집되어 한국 전쟁 말기의 1953년 3월 15일부터 5월 20일까지 잠시동안 종군하였다.
1960년 5월 10일, 오키나와에서 재소집되었다. 이후, 주태 미국 육군 지원대(USARSUPTHAI)로 선발되어 제9군수사령부와 같이 태국 코랏으로 건너가 캠프 프랜드쉽을 건설하고 주둔하면서 공항과 도로 등의 태국을 위한 기반 시설을 건설하였다.
1970년 1월 1일, 제44공병건설단 본부가 캠프 프랜드쉽에서 해산하였다.

## 부대
1962년 12월 ~ 1970년 1월 1일
- 제538공병대대; 1965년 7월 14일 ~ 1970년 6월 15일
- 제809공병대대; 1962년 3월 24일 ~ 1971년 2월 3일
- 제16공병중대 (덤프트럭); 1967년 8월 2일 - 1971년 2월 20일
- 제54공병중대 (건설 지원); 1968년 12월 20일 - 1970년 6월 15일
- 제91공병중대 (덤프트럭); 1967년 8월 7일 - 1970년 6월 15일
- 제561공병중대 (건설); 1963년 8월 10일 - 1970년 6월 15일
- 제593공병중대 (건설); 1963년 6월 6일 ~ 8월 1일
- 제738공병중대 (보급지점); 63년 3월 2일 - 65년 7월 1일
- 제697공병중대 (파이프라인)(건설 지원); 65년 8월 29일 - 12월/1일
- 제528공병분견대 (유틸리티) / (수직 건설); 1963년 12년 ~ 1966년 8월, 1967년 12년 ~ 1970년

## 기록

### 소속
- 제9군수사령부 (군수지원); 1963년 4월 ~ 1970년 6월 12일

### 계보
- 1944년 9월 5일, Headquarters and Headquarters Company, 1067th Engineer Construction Group
→제1067공병건설단, 본부 및 본부중대
- 1947년 6월 30일, Headquarters and Headquarters Company, 4th Engineer Construction Group
→제4공병건설단, 본부 및 본부중대
- 1951년 11월 30일, Headquarters and Headquarters Company, 44th Engineer Aviation Group
→제44공병항공단, 본부 및 본부중대
- 1953년 2월 2일, Headquarters and Headquarters Company, 44th Engineer Construction Group
→제44공병건설단, 본부 및 본부중대
- 1954년 3월 27일, Headquarters and Headquarters Company, 44th Engineer Group (Construction)
→제44공병건설단, 본부 및 본부중대

### 참가 전역
| 수여받은 스트리머 | 참가한 전역                          |
| ----------------- | ------------------------------------ |
| 제2차 세계 대전   | - 라인란트 전역 - 중앙유럽           |
| 한국 전쟁         | - 제3차 한국 겨울 - 1953년 하계-추계 |

### 스트리머
| 스트리머                  | 기간                                       | note                          |
| ------------------------- | ------------------------------------------ | ----------------------------- |
| 대한민국 대통령 부대 표창 | 대한민국, 1952년 8월 1일 ~ 1953년 9월 30일 | 육군부 1954년 일반명령 제23호 |

## 참고
1. ↑  매튜 B. 리지웨이 (1954년 3월 31일). “General Order No. 54” (PDF). 《미국 육군 출판국》 (영어) (워싱턴 D.C.: 미국 육군부). 2017년 10월 31일에 확인함.